# هوغو شبيرل
المارشال هوغو شبيرل (2 أبريل 1953 7 فبراير 1885). نشر قواته فقط على الجبهة الغربية والبحر الأبيض المتوسط طوال فترة الحرب. بحلول عام 1944 كان قد أصبح القائد الأعلى لسلاح الجو في الغرب، ولكنه خلع من منصبه عندما لم تقدر قواته على عرقلة نزول الحلفاء في نورماندي.
مكث مع وحداته في فرنسا لمدة 3 سنوات، وعاش في ترف في قصر لوكسمبورغ. الجزء الرئيسي في الحرب، من جانبه قد انتهت. وكان قد ابدى الدعم لاروين روميل في حملة شمال أفريقيا وقاد القوات الجوية الألمانية في أوروبا الغربية حتى عام 1944، عندما اقيل من منصبه قبل وقت قصير من هبوط الحلفاء في أوروبا الغربية.

## روابط خارجية
- هوغو شبيرل على موقع الموسوعة البريطانية (الإنجليزية)
- هوغو شبيرل على موقع مونزينجر (الألمانية)